# Andrés Ferrari
Andrés Martín Ferrari Malviera (ur. 3 stycznia 2003 w Sauce) – urugwajski piłkarz pochodzenia włoskiego występujący na pozycji napastnika, od 2024 roku zawodnik belgijskiego Sint-Truiden.